# Közönséges aranybagoly
A közönséges aranybagoly vagy zöldfényű aranybagoly (Diachrysia chrysitis) a rovarok (Insecta) osztályának lepkék (Lepidoptera) rendjébe, ezen belül a bagolylepkefélék (Noctuidae) családjába tartozó faj.

## Előfordulása
A közönséges aranybagoly elterjedési területe egész Európa, a sarki övezetig. A mély fekvésű területeken a leggyakoribb. A lepke nem ritka, mennyisége azonban erősen ingadozik. Minden évben nagyobb számban repül, de mivel éjszaka tevékeny, nem tűnik fel annyira, mint a gammabagolylepke (Autographa gamma).

## Alfajai
- Diachrysia chrysitis chrystis (Linnaeus, 1758)
- Diachrysia chrysitis generosa (Staudinger, 1900)

## Megjelenése
Ennek az aranybagolyfajnak az elülső szárnya 1,4–2,2 centiméter hosszú, alapszíne szürkésbarna, két széles aranyos vagy arany-zöld sávval, melyek világos szegélyűek, és gyakran egymással össze vannak kötve. A hátulsó szárny barna vagy barnásszürke.

## Életmódja
A közönséges aranybagoly ligeterdők, lápok, folyók és patakok mente, utak széle, kertek és parkok lakója. A lepke hernyói csalánnal, árvacsalánnal, pitypanggal és útifűvel táplálkoznak.

## Szaporodása
Az aranybagolynak évente két nemzedéke van, az I. májustól július elejéig, a II. július végétől szeptember végéig repül. A hernyóidőszak az I. nemzedéknél szeptembertől májusig, a II.-nál júniustól júliusig tart. Az II. nemzedék által rakott tojásokból kikelő hernyók telelnek át, ők alakítják ki a következő év I. generációját.